# 佩德羅-亞歷山大
佩德羅-亞歷山大是巴西巴伊亚州的一个市镇。总面积1110.078平方公里，总人口18522人，人口密度16.7人/平方公里。